# Cody Bellinger
Cody James Bellinger (Scottsdale, 13 luglio 1995) è un giocatore di baseball statunitense della Major League Baseball che gioca nel ruolo di esterno centro per i Chicago Cubs.
Suo padre, Clay Bellinger, ha giocato in Major League dal 1999 al 2002, vincendo due World Series con i New York Yankees. Cody ha anche un fratello minore, Cole, che ha militato in Minor League.

## Carriera

### Minor League
Bellinger partecipò nel 2007 alle Little League World Series per la squadra di Chandler, Arizona e giocò per la squadra di baseball della Hamilton High School di Chandler.
Fu selezionato nel quarto turno del draft MLB 2013 dai Los Angeles Dodgers con un bonus alla firma di 700.000 dollari. Fu assegnato in Classe Rookie dove giocò per le stagioni 2013 e 2014. Nel 2015 fu promosso in Classe A-avanzata e nel 2016, prima in Doppia-A e a stagione inoltrata in Tripla-A. Iniziò la stagione 2017 in Tripla-A.

### Major League
Bellinger debuttò nella MLB il 25 aprile 2017, al AT&T Park di San Francisco contro i San Francisco Giants, partendo come esterno sinistro titolare e facendo registrare una valida. Quattro giorni dopo batté il suo primo fuoricampo contro i Philadelphia Phillies, battendone subito un altro nella stessa gara. Divenne così il terzo giocatore dei Dodgers con una gara da 2 fuoricampo nelle prime 5 partite in carriera, dopo Charlie Gilbert (1940) e Yasiel Puig (2013). Il 6 maggio batté il suo primo grande slam contro i San Diego Padres. Fu il primo Dodger della storia a battere 5 fuoricampo nelle sue prime 11 gare. Per queste prestazioni fu nominato miglior giocatore della National League della prima settimana di maggio. Successivamente fu nominato rookie del mese di maggio, in cui batté 9 home run.
Bellinger batté 2 fuoricampo contro i Cincinnati Reds l'11 giugno e altri due il 13 giugno contro i Cleveland Indians, diventando il primo giocatore dei Dodgers con due gare consecutive da 2 fuoricampo da Adrián Beltré nel 2004. Ne batté altri 2 il 19 giugno contro i New York Mets, pareggiando il record MLB di Wally Berger e Gary Sánchez per la rapidità con cui giunse a 20 home run (51 partite). Il giorno successivo, Bellinger divenne il primo rookie nella storia della MLB a fare registrare 10 fuoricampo nell'arco di 10 partite.
Il 2 luglio 2017, Bellinger fu convocato per il primo All-Star Game della carriera. Il 15 luglio contro i Miami Marlins divenne il primo rookie della storia dei Dodgers a battere un ciclo. Il 3 settembre col suo 36º fuoricampo batté il record di franchigia per un rookie, detenuto fino a quel momento da Mike Piazza. La sua prima stagione regolare si chiuse con una media battuta di .267, 39 fuoricampo e 97 RBI. I Dodgers giunsero fino alle World Series 2017 dove furono sconfitti dagli Houston Astros per quattro gare a tre. A fine anno, Bellinger fu premiato unanimemente come rookie dell'anno della National League.
Nel corso della stagione 2018 giocò tutte le 162 partite della regular season, battendo .260 con 25 fuoricampo e 76 RBI. Dopo aver iniziato la postseason con una sola valida nei suoi primi 21 turni di battuta, si riscattò venendo nominato MVP delle NLCS contro i Milwaukee Brewers, serie in cui mise a segno la valida della vittoria al tredicesimo inning di gara 4 e un fuoricampo da due punti nella decisiva gara 7. I Dodgers arrivarono così alle World Series per il secondo anno di fila, ma persero nuovamente, questa volta contro i Boston Red Sox.
Nella regular season della stagione 2019 face registrare i suoi massimi di carriera in termini di media battuta (.305), fuoricampo (47) e RBI (115), tanto da ricevere il premio di miglior giocatore della National League di quell'anno, oltre a vincere il Guanto d'oro e il Silver Slugger Award per il ruolo di esterno. Per i Dodgers, tuttavia, nonostante quell'anno fossero la squadra con il secondo numero più alto di vittorie (106), arrivò una precoce eliminazione alle Division Series contro i Washington Nationals.
In una stagione 2020 accorciata per via della pandemia di COVID-19, Bellinger vide scendere la propria media battuta a .239, con 12 fuoricampo e 30 RBI nelle 56 partite di regular season da lui disputate. In postseason, nella decisiva gara 7 delle NLCS contro gli Atlanta Braves, Bellinger fu autore del fuoricampo che al settimo inning fissò il punteggio sul definitivo 4-3, portando la sua squadra alle World Series. I losangelini divennero poi campioni sconfiggendo i Tampa Bay Rays in sei partite, conquistando così un titolo che alla franchigia mancava dal 1988.

## Palmarès

### Club
- World Series: 1

Los Angeles Dodgers: 2020

### Individuale
- MVP della National League: 1

2019
- MLB All-Star: 2

2017, 2019
- Rookie dell'anno della National League - 2017
- MVP della National League Championship Series: 1

2018
- Guanto d'oro: 1

2019
- Silver Slugger Award: 1

2019
- Giocatore del mese della National League: 1

aprile 2019
- Rookie del mese della National League: 2

maggio e giugno 2017
- Giocatore della settimana della National League: 3

7 maggio 2017, 25 giugno 2017, 7 aprile 2019